# Analog somatostatina
Analogi somatostatina so sintezne učinkovine, ki posnemajo delovanje somatostatina, hormona, ki ga izloča hipotalamus. Gre za regulacijski hormon oziroma tkivni dejavnik z zaviralnim učinkom pri normalnem uravnavanju delovanja različnih organskih sistemov, vključno z osrednjim živčevjem, hipotalamusom in možganskim priveskom (hipofizo), prebavili in trebušno slinavko.
Mednje spadajo:
- oktreotid
- lanreotid
- vapreotid
- pasireotid

## Uporaba
Analogi somatostatina se uporabljajo pri zdravljenju določenih nevroendokrinih tumorjev. Receptorji za somatostatin so namreč prisotni v celicah številnih tumorjev, ki vzniknejo iz tkiv, ki sicer normalno vsebujejo te receptorje. Velika koncentracija receptorjev za somatostatin je pogosto značilna za tumorje hipofize, ki izločajo rastni hormon, ter pri večini metastatskih endokrinih tumorjev trebušne slinavke in celicah karcinoida.
Oktreotid se uporablja tudi za zaustavitev in preprečevanje krvavitev iz varic v želodcu in požiralniku, skupaj s specifičnim zdravljenjem (na primer s sklerozacijo varic). Mehanizem delovanja sicer ni dokončno pojasnjen, domnevajo pa, da zmanjšuje krvni pretok splanhničnega predela (notranjih organov) z zaviranjem vazoaktivnih hormonov, kot sta vazoaktivni črevesni peptid in glukagon.
| Učinovina  | Uporaba | Viri        |
| ---------- | --- | ----------- |
| Oktreotid  | * akromegalija (zaradi tumorja, ki izloča rastni hormon in IGF-1) * funkcionalni gastroenteropankreatični tumorji * nevroendogeni tumorji črevesja * adenomi hipofize, ki izločajo TSH * zaustavitev krvavitve in preprečevanje ponovne krvavitve iz varic v želodcu in požiralniku pri bolnikih s cirozo | [ 6 ] [ 5 ] |
| Lanreotid  | * akromegalija (zaradi tumorja, ki izloča rastni hormon in IGF-1) * nevroendokrini tumorji prebavil * gastroenteropankreatični tumorji | [ 7 ]       |
| Pasireotid | * cushingova bolezen | [ 8 ]       |

## Neželeni učinki
Analoge somatostatina bolniki običajno dobro prenašajo. Najpomembnejši neželeni učinki, ki se pojavljajo pri bolnikih, so:
- izguba teka
- slabost
- napihnjenost
- bolečine v želodcu
- utrujenost
- driska (redko)
- oteklina na mestu vboda (pri uporabi z injiciranjem)